# Mihai Culeafă
Mihai Culeafă (n. 17 mai 1971) este un deputat român, ales în 2016.
Mihai Culeafă este nașul de cununie al președintelui PNL Ilfov, Marian Petrache, și ocupă funcția de președinte al filialei locale a PNL din Pantelimon.